# 巴彦浩特镇
巴彦浩特镇（蒙古语意为“富饶的城”）是内蒙古自治区阿拉善盟行政公署及阿拉善左旗旗政府所在地，素有“塞外小北京”之称，是阿拉善盟政治、经济、文化旅游服务中心。全镇总面积780平方公里，有蒙古族、汉族、回族、满族等14个民族7万余人。巴彦浩特东临贺兰山，西靠腾格里沙漠。发源于贺兰山的3条溪流穿镇而过。
清雍正年间开始在此地修建军事要塞，雍正八年（1730年）城池建成后赐名定远营。雍正九年（1731年），清廷将定远营赏给阿拉善札萨克多罗郡王阿宝居住。此后定远营作为清代内蒙古西部的军事和商业重镇，一直都是阿拉善旗的行政中心。中华人民共和国成立後，阿拉善旗府所在地于1952年由“定远营”更名为巴彦浩特。定远营在2006年被公布为第六批全国重点文物保护单位。

## 交通
位于中国内蒙古自治区西部。距宁夏回族自治区银川市100千米。距内蒙古自治区额济纳旗达来呼布镇640公里。巴彦浩特镇主要公路有乌（乌海）巴（巴彦浩特镇）公路、巴（巴彦浩特镇）吉（吉兰泰镇）公路、银（银川）巴（巴彦浩特镇）公路。
有阿拉善左旗巴彦浩特机场。
巴彦浩特镇距银川河东国际机场140公里、乌海机场190公里。

## 旅游
- 延福寺：坐落在巴彦浩特镇王府街北侧，是阿拉善地区最早建成的寺庙建筑。
- 广宗寺：藏名“丹吉楞”，俗称南寺。位于内蒙古自治区阿拉善盟阿拉善左旗巴润别立镇境内，贺兰山西麓的一个山谷之中，距巴彦浩特镇23公里。
- 福因寺：藏名“准黑德”，俗称为“北寺”，是阿拉善王之子在皈依六世班禅后创建的。该寺坐落于贺兰山麓中部阿拉善左旗木仁高勒苏木境内，距巴彦浩特镇约25公里，乌巴公路南侧，是阿拉善盟最早开发的旅游景区和第二大藏传佛教圣地。

## 行政区划
巴彦浩特镇下辖以下村级行政区划单位：
额鲁特社区、贺兰山社区、园林社区、柳树沟社区、土尔扈特北路社区、八卦泉社区、布古图社区、学苑社区、梅桂苑社区、健康花园社区、南梁街社区、南田社区、民族街社区、西花园社区、腾格里路社区、南田村、东关村、西关村、前西花园村、后西花园村、布古图嘎查、扎哈乌素嘎查、巴彦笋布日嘎查、柳树沟嘎查、红石头嘎查、巴彦霍德嘎查、敖包图嘎查、苏木图嘎查、伊克尔嘎查、巴彦塔拉嘎查、塔尔岭嘎查、伊和呼都格嘎查、前进嘎查、跃进嘎查、棍呼都格嘎查、希尼套海嘎查、通古勒格淖尔嘎查、英格图嘎查和特莫图嘎查。